# U Remind Me
U Remind Me is een single van de Amerikaanse R&B-artiest Usher. Het is de eerste single van Ushers derde studioalbum 8701. In 2001 bereikte de single de eerste plek in de Billboard Hot 100. Enkele maanden eerder bracht Usher Pop Ya Collar uit, een single die op sommige versies van 8701 staat. U Remind Me wordt echter beschouwd als de eerste single.
U Remind Me gaat over een man die een vrouw tegenkomt en haar graag wil versieren. Hij kan het echter niet opbrengen omdat ze te veel op een ex-vriendin van de man lijkt. De videoclip duurt iets langer in vergelijking met de cd-versie vanwege een stuk in de clip waarin Usher dansend te zien is.

## Tracks
Groot-Brittannië
1. "U Remind Me"
2. "I Don't Know" (met P. Diddy)
3. "TTP"
4. "U Remind Me" (CD Rom Video)